# Zatoka Szymańskiego
Zatoka Szymańskiego (ang. Szymański Cove) - zatoka na południowym wybrzeżu Wyspy Króla Jerzego, na zachód od Czerwonego Wzgórza, część Cieśniny Bransfielda. Nazwa, nadana przez polską ekspedycję polarną w 1980 roku, pochodzi od nazwiska Antoniego Szymańskiego, polskiego geofizyka, uczestnika licznych wypraw naukowych na Wyspę Króla Jerzego i Spitsbergen. 